# 利蓬縣
利蓬縣，是明代交阯承宣布政使司順化府化州下轄的一個縣，治所約在今越南承天順化省香水市社。其境內有利蓬江，江濶，可通舟楫。

## 沿革
- 永樂五年（1407年）六月癸未置，屬順化府化州領[4][5][6][7][8][9]。
- 永樂十七年九月丙辰，並利蓬縣、思蓉縣入士榮縣[10][11]。
- 宣德元年二月己卯，交阯土官利蓬縣主簿阮士長等以考滿至京，進土絹、衣香[12]。
- 宣德元年六月壬申，交阯利蓬縣土官知縣胡辰來朝貢馬及方物；辛卯，賜交阯利蓬縣土官知縣胡辰等鈔、彩幣、表裏、襲衣有差[13]。